# Iginio Montini
Iginio Montini (Cividale del Friuli, 1874 – Firenze, 1954) è stato uno scultore italiano.
Nato in Friuli-Venezia-Giulia da famiglia in parte di origine argentina, giovanissimo si trasferisce a Firenze per formarsi al seguito dello scultore Antonio Garella, celebre per la realizzazione di alcune statue dedicate a Garibaldi tra la fine dell’Ottocento e l’inizio del Novecento.
In questa prima fase di formazione, il monumentalismo celebrativo di Garella influenza il linguaggio artistico di Montini, il quale si dedica inizialmente perlopiù alla realizzazione di diversi monumenti tra Italia America latina. Un monumentale busto di Dante fu realizzato per l’Università di Lima, in Perù.
Negli anni Dieci espone alle mostre fiorentine una serie di sculture di soggetti di genere, piccoli ritratti e scene di vita quotidiana.
Ormai giunto ad un linguaggio maturo, a partire dalla fine della prima guerra mondiale inizia ad infondere un gusto decorativo alla sua scultura, sempre all’insegna dell’attenta osservazione della realtà.
Nel 1918 viene eletto Accademico Onorario dell’Accademia delle Arti del Disegno.
Questo lo porterà, nei primi anni Venti, a produrre una serie di sculture di soggetto animalier, in linea con la produzione di artisti quali Alfredo Biagini, Guido Calori e Sirio Tofanari: alla Fiorentina Primaverile del 1922 espone una “Capra” e uno “Struzzo”.
Trasferitosi definitivamente a Firenze dopo una serie di viaggi di lavoro, nel 1921 Montini assume la direzione della Scuola d’Arte applicata alla Ceramica, poi trasformatasi, grazie al suo impegno, in “Regia Scuola di Disegno Professionale”. Contemporaneamente, partecipa regolarmente alle Promotrici di Belle Arti di Torino a partire dal 1925 e alle Mostre Regionali d’Arte Toscana dal 1928 al 1942, dove continua a presentare ritratti e sculture a soggetto animale. Particolarmente importante è la mostra del 1930, dove espone ben otto sculture, tutte a soggetto animale.
Iginio Montini continua a lavorare fino agli anni Cinquanta, sempre dedicandosi alla direzione della Scuola e ai suoi piccoli lavori decorativi che gli fanno ottenere diverse committenze private. Muore a Firenze nel 1954.